# Affichage tête haute (poker)
 (juin 2012).
Si vous disposez d'ouvrages ou d'articles de référence ou si vous connaissez des sites web de qualité traitant du thème abordé ici, merci de compléter l'article en donnant les références utiles à sa vérifiabilité et en les liant à la section « Notes et références ».
Pour les articles homonymes, voir Affichage tête haute (homonymie), ATH et HUD.
Au poker, un affichage tête haute ou HUD  (de l'anglais head-up display) est un outil permettant d'obtenir des informations sur les autres joueurs présent sur une table ainsi que sur son propre jeu.

## Utilité
Le système est utilisé par les professionnels et de plus en plus par les amateurs[précision nécessaire], les HUD dédiés au poker permettent de récolter des statistiques précieuses. Ils sont souvent accompagnés d'un « Tracker ».

## Solution
Ce système arrive progressivement en France et est déjà très utilisés aux États-Unis. Certains site ont désormais interdit ce type de logiciel car il apporte une véritable aide aux utilisateurs.

## Statistiques généralement proposées
- VPIP (Voluntary Put Money In Pot) : C’est le pourcentage de coups dans lesquels vous investissez volontairement de l’argent. Les flops vus en tant que big blind ayant checké ne comptent donc pas. Ce chiffre permet de déterminer si un joueur est loose ou tight.
- PFR (PreFlop Raise): C’est le pourcentage de coups dans lesquels vous entrez en raisant preflop.
- AF: C’est l’agressivité. Elle se calcule en établissant un ratio entre les checks, call, fold, bet, raise. Il ne s’agit pas d’un pourcentage. Les valeurs communes se situent entre 0 et 5. À zero on a affaire à un joueur très passif, à partir de 2 à un joueur agressif.